# Хельвег Петерсен, Нильс
Нильс Хельвег Петерсен (дат. Niels Lolk Helveg Petersen, 17 января 1939, Оденсе — 3 июня 2017, Туллебёлле, Лангеланн (Дания)) — датский политический и государственный деятель. Сын двух видных политиков: министра и депутата Кристена Хельвега Петерсена и бургомистра Копенгагена Лилли Хельвег Петерсен. Отец Расмуса Хельвега Петерсена
Окончил Копенгагенский университет как юрист, в 1965 году защитил диссертацию. В 1966—1974 гг. депутат Фолькетинга от Датской социал-либеральной партии, затем с 1974 по 1977 год работал в Еврокомиссии. Вернувшись в Данию, в 1977—2011 гг. (с перерывом в 1993—1994 гг.) вновь был депутатом парламента, одновременно вплоть до 1990 года возглавлял свою партию. Занимал посты министра экономики с 3 июня 1988 по 18 декабря 1990 года и министра иностранных дел с 25 января 1993 года по 21 декабря 2000 года в правительстве Поуля Расмуссена.
В середине 90-х годов XX века оказался вовлечённым в т. н. «Тулегейт» — политический скандал, связанный со складированием американского ядерного оружия в Гренландии в 1950—1960-х годах.